# Zixing
Zixing (资兴市S, ZīxīngP) è una città-contea della Cina, situata nella provincia di Hunan e amministrata dalla prefettura di Chenzhou.